# Saltvik
Saltvik este o comună din Finlanda.